# 윈도우 DVD 메이커
윈도우 DVD 메이커(Windows DVD Maker)는 윈도우 비스타 상위 에디션, 곧 홈 프리미엄과 얼티밋 에디션에, 또 윈도우 7의 홈 프리미엄 이상의 에디션에 포함되어 있는 응용 프로그램이며, 윈도우에서 DVD 재생 소프트웨어나 독립형 DVD 플레이어를 사용하여 재생할 수 있는 DVD 영상물을 제작하는 데 도움을 준다. 이 프로그램은 윈도우 무비 메이커와 비유된다.
XML 파일을 DVD 메이커로 옮길 수 있으므로 MPEG-2 영상과 돌비 디지털 오디오 인코딩을 사용한다.

## 기능
윈도우 DVD 메이커는 에어로 마법사 스타일의 단순한 사용자 인터페이스를 가지고 있다. 마법사의 첫 단계는 영상 파일을 컴퓨터 파일 시스템에서 가져 오는 것이다. 이 영상은 각기 다른 순서로 재생하도록 다시 정렬할 수 있으며 윈도우 DVD 메이커는 자동으로 영상물을 여러 장면으로 나눠 DVD 메뉴 시스템의 장면 선택 페이지를 구축할 수 있게 해 놓는다.
그 다음 단계에서는, 다양한 애니메이션 DVD 메뉴 스타일을 적용할 수 있다. 윈도우 무비 메이커에서 제공하는 변화 효과와 비슷한 것들을 사용할 수 있다. 사용자들은 글꼴과 단추 스타일을 원하는 대로 바꿀 수 있다. 윈도우 DVD 메이커는 또한 음악, 변화 효과를 사용하여 그림 슬라이드쇼를 추가할 수도 있다.
이 응용 프로그램은 또한 DVD를 구울 때 DVD가 어떻게 보이고 동작하게 할 것인지를 미리 확인할 수 있다. 이를테면, 사용자들은 화살표 단추를 사용하여 DVD 메뉴를 탐색할 수 있다.
윈도우 DVD 메이커는 윈도우 에어로 사용자 인터페이스를 사용하는 컴퓨터에서만 동작한다.

## 같이 보기
- 윈도우 비스타의 새로운 기능
- 윈도우 8의 제거된 기능 목록